# Province d'Ang Thong
Ang Thong (en thaï : อ่างทอง) est une province (changwat) de Thaïlande.
Elle est située dans le centre du pays. Sa capitale est la ville d'Ang Thong.

## Subdivisions

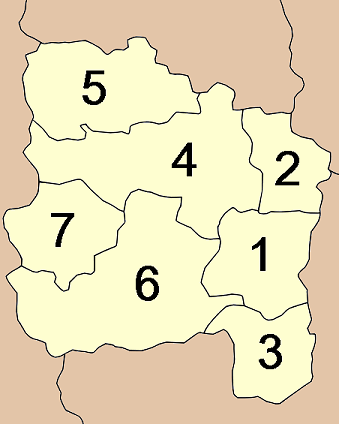
Carte des amphoe de la province d'Ang Thong.

Ang Thong est subdivisée en 7 districts (amphoe) : Ces districts sont eux-mêmes subdivisés en 81 sous-districts (tambon) et 513 villages (muban).

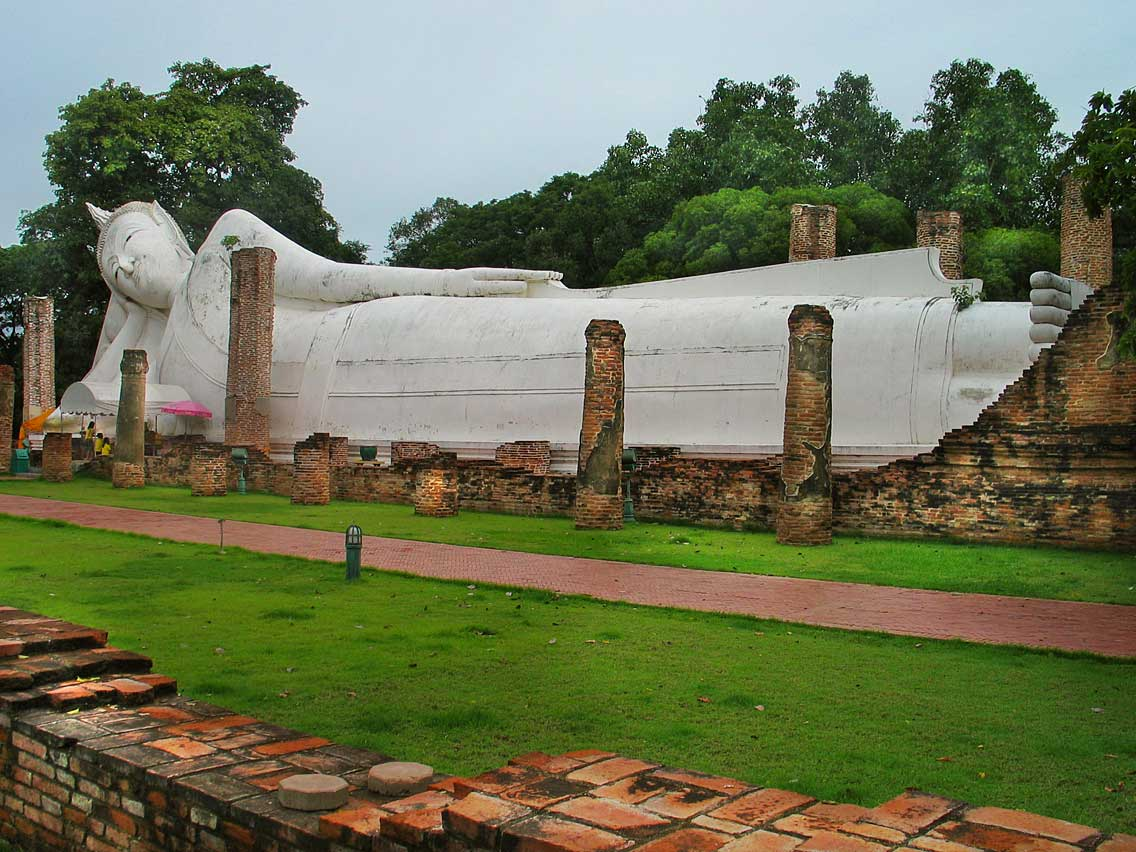
Bouddha couché au Wat Khun Inthapramun, province d'Ang Thong, Thaïlande